# Ташкенбаев, Игамберды
Игамберды Ташкенбаев (узб. Igamberdi Tashkenboev; род. 3 марта 1866; Узбекистан, кишлак Ассаке (ныне — Асака), центр Киргизско-Андижанского восстания,  — 9 февраля 1963, неизвестно) — советский и узбекский цирковой артист, народный артист РСФСР и народный артист Узбекской ССР (1939), Герой Труда (1937). Являлся членом партии КПСС с 1942 года. Принадлежит династии Ташкенбаевых.

## Биография
Игамберды родился 3 марта 1866 в Узбекистане.
С 7 лет Ташкенбаев начал выступать со своим отцом на канате, высота которого тогда достигала 25—30 метров.
В 18-летнем возрасте стал работать самостоятельно в жанре «эквилибр на проволоке с амортизаторами». В данном жанре народ признавал его лучшим узбекским канатоходцем.
Для него времена Октябрьской революции принесли полную творческую свободу, он активно и креативно выступал.
В 1942 году правительство Узбекистана поручило ему сформировать первый национальный узбекский цирковой коллектив, который уже более 20 лет успешно выступает во всех городах страны. Ташкенбаев также блестяще работал на проволоке, несмотря на то что ему было более 80 лет.
Ушёл из жизни 9 февраля 1963 года в возрасте 96 лет.

## Семья
Сыновья Игамберды Ташкенбаева:
- Кадырджан Ташкенбаев (р. 15.IV.1889 — 1972) — канатоходец
- Шакирджан Ташкенбаев (1.V.1906 — 13.IV.1965) — канатоходец
- Абиджан Ташкенбаев (р. 1.1.1915) — канатоходец. Народный артист Узбекской ССР (1961)

## Награды и звания
- Народный артист РСФСР
- Народный артист Узбекской ССР
- Герой Труда
- Орден Ленина
- Орден Трудового Красного Знамени
- Орден «Знак Почёта»
- Медали